# Нацисти-мільярдери
«Нацисти-мільярдери. Темна історія найбагатших династій Німеччини» (англ. Nazi Billionaires: The Dark History of Germany's Wealthiest Dynasties) — це книжка 2022 року голландського історика Давида де Йонга про німецьких промисловців, які отримували прибуток від уряду в епоху нацистів.
Книжка розповідає про ділові справи 1930-х і 1940-х років Гюнтера Квандта, Фрідріха Фліка, Вільгельма фон Фінка, Фердинанда Порше та Рудольфа Августа Откера.

## Прийняття
Книжка отримала схвальні відгуки від The New York Times, The Wall Street Journal, The Times, The Economist та The Spectator.

## Переклад українською
2023 року у видавництві «Лабораторія» вийшов український переклад книжки. Перекладачка — Інна Бодак.

### Рецензії українською
- Володими Молодій. «Ваше авто створив нацист». Огляд книжки «Нацисти — мільярдери» Давида де Йонга
- Володимир Федорін /Артем Галкін для Forbes Ukraine. Відлуння нацизму в європейському бізнесі та нова компетенція керівників компаній. Дві книжки, які, на думку Володимира Федоріна, описують лідерів минулого і майбутнього